# Rolf Martens (Marineoffizier)

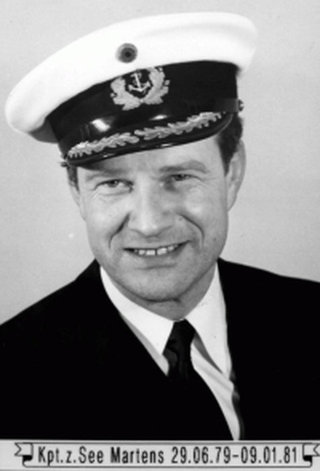

Rolf Martens (* 30. September 1938 in Horst, Kreis Steinburg) ist ein deutscher Marineoffizier (Kapitän zur See a. D.) und Politologe.

## Werdegang
Martens legte das Abitur 1958 an der Bismarckschule in Elmshorn ab. Im gleichen Jahr trat er als Berufsoffizieranwärter in die Bundesmarine ein. Nach dreijähriger Ausbildung zum Offizier tat er Dienst als Wachoffizier auf der Schulfregatte Brommy und dem Geleitboot Emden sowie als Hörsaalleiter an der Marineschule Mürwik. Von 1964 bis 1965, nach einer Ausbildung an Schulen der US Navy, war er Raketenoffizier auf dem US-Zerstörer Claude V. Ricketts. Der Einsatz dieses Schiffes mit einer gemischten Besatzung aus sieben Nationen ist als „Mixed Manning Demonstration“ bekannt geworden und stand im Zusammenhang mit den Planungen zur nuklearen Multilateral Force (MLF). Martens war Teilnehmer am 11. Admiralstabsoffizierlehrgang an der Führungsakademie der Bundeswehr (1969–1971) und wurde mit dem General-Heusinger-Preis ausgezeichnet.
Nachdem er zum Korvettenkapitän befördert worden war, folgten eine Stabsverwendung im Führungsstab der Streitkräfte (FüS) als Stabsoffizier beim Chef des Stabes mit der Beförderung zum Fregattenkapitän im Oktober 1973 und – unterbrochen durch eine zweijährige Bordzeit als Erster Offizier auf dem Zerstörer Lütjens – weitere drei Jahre im FüS als Adjutant Marine beim Generalinspekteur der Bundeswehr, Admiral Armin Zimmermann und General Harald Wust. Von 1979 bis 1981 war Rolf Martens Kommandant auf dem Zerstörer Rommel. Im Oktober 1980 wurde er zum Kapitän zur See befördert.
Bis 1984 war er Abteilungsleiter Operation (A 3) beim Befehlshaber der Seestreitkräfte der Nordsee und von 1984 bis 1986 Abteilungsleiter Operative Planung beim Befehlshaber der Flotte. Den aktiven Dienst in der Marine beendete er 1986 nach dem Personalstrukturgesetz.
Bis 1993 war er in dem Unternehmen Oerlikon/Contraves GmbH Stockach Vertriebsleiter, zuletzt Mitglied der Geschäftsleitung. Seit 1990 hat er seinen Wohnsitz in Freiburg/Breisgau. Dort belegte er ab 1994 an der Philosophischen Fakultät der Albert-Ludwigs-Universität ein Studium der Politikwissenschaft, Anglistik, Romanistik und Europäische Ethnologie; das Magisterexamen legte er 2002 mit der politikwissenschaftlichen Arbeit Die Ministerpräsidentenkonferenzen ab. Ab 2002 war er Lehrbeauftragter am Lehrstuhl Politische Theorie und Ideengeschichte bei Gisela Riescher. Bis 2009 hielt er Seminare zum Thema Krieg und Frieden in der politischen Ideengeschichte sowie zur Verfassungstheorie.
Rolf Martens ist verheiratet und hat einen Sohn († 2009), eine Tochter sowie drei Enkelkinder.

## Auszeichnungen
- Navy & Marine Corps Commendation Medal (1965)
- General-Heusinger-Preis (1971)[2]
- Bundesverdienstkreuz am Bande (1978)
- Ehrenkreuz der Bundeswehr in Gold (1985)

## Mitgliedschaften
- Marine-Offizier-Vereinigung (MOV) (seit 1961)
- Deutsches Maritimes Institut (DMI) (seit 1973; Gründungsmitglied)[3]
- Clausewitz-Gesellschaft (seit 1986)
- Freiburger Montagsgesellschaft (seit 2008).

## Schriften (Auswahl)
- Marine – Wirtschaft – Wissenschaft. Erlebnisse, Begegnungen und Reflexionen eines Offiziers der Nachkriegsgeneration. 1958–2008. Carola Hartmann Miles-Verlag, Berlin 2025, ISBN 978-3-96776-093-4.
- Der Maritime Gedanke erhält ein Institut. In: MarineForum. Magazin des Deutschen Maritimen Instituts. Nr. 12. Mittler Report Verlag, Dezember 2023, ISSN 0172-8547, S. 36–38 (marineforum.online).
- Die Ministerpräsidentenkonferenzen. Ergon. Würzburg 2003.
- Operation Chariot. Die Abwehr eines Kommandounternehmens auf St. Nazaire am 27. und 28. März 1942. In: Militärgeschichtliches Forschungsamt (Hrsg.): Führungsprobleme der Marine im Zweiten Weltkrieg. Einzelschriften Band 13. Rombach. Freiburg 1973, 1986 (2), S. 55–95.[4]
- 21. Kommandeurtagung der Bundeswehr. Standortbestimmung unserer Streitkräfte von außen. In: Marineforum Bonn. 52. Jahrgang, Juni 1977, Heft 6/1977, S. 138–143.
- Führungssystem der Marine. In: Wust/Himburg: Das Militärische Führungssystem. Bernhard und Graefe. Frankfurt am Main 1974, S. 47–55.
- Die Bundesrepublik und die NATO heute. In: MOV-Nachrichten. Nachrichtenblatt der Marine-Offizier-Vereinigung. Bonn. 48. Jahrgang, Nr. 3, März 1973, S. 87–90.
- Lenkflugkörperzerstörer der US-Marine. In: Köhlers Flottenkalender 57. Jahrgang 1969. Koehler, Herford 1969, S. 103–108
- 25 Jahre Deutsches Marine Institut. In: MarineForum, 1999, Heft 1/2, S. 18 – 21, Bonn.
- Schriftlicher Nachlass im Bundesarchiv/Militärarchiv, BArch N889
- Mixed Manning Demonstration – Ein Erfolg? In: Truppenpraxis. Zeitschrift für Taktik, Technik und Ausbildung. Frankfurt a. M., Heft 1, Januar 1966, S. 53–57.
- Das TARTAR-Waffensystem. In: Truppenpraxis. Führung, Technik und Ausbildung für Offiziere der Bundeswehr. Frankfurt a. M., Heft 6, Juni 1968, S. 459–462